# Almedina

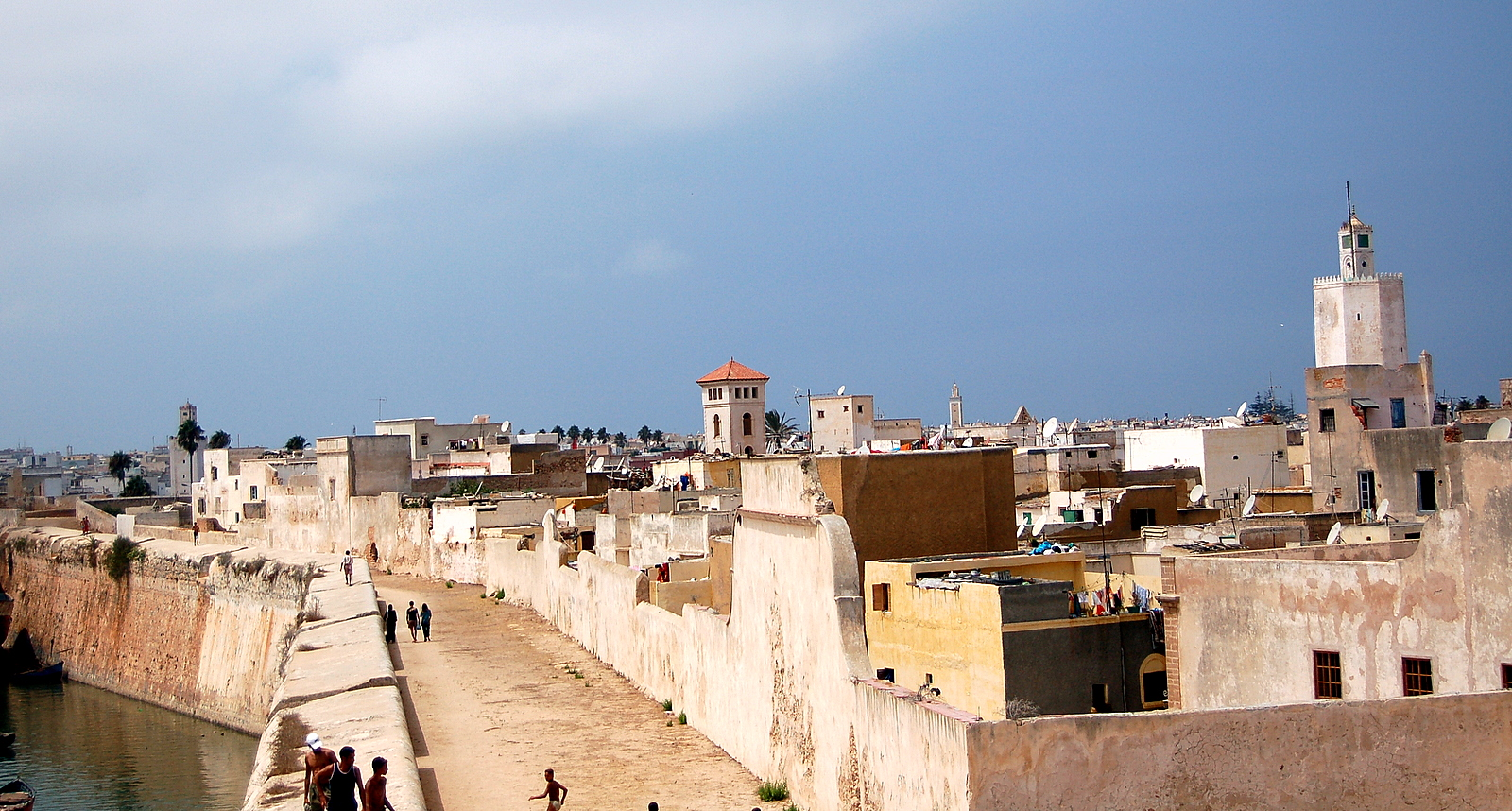
Vista da almedina de Mazagão, no Marrocos.

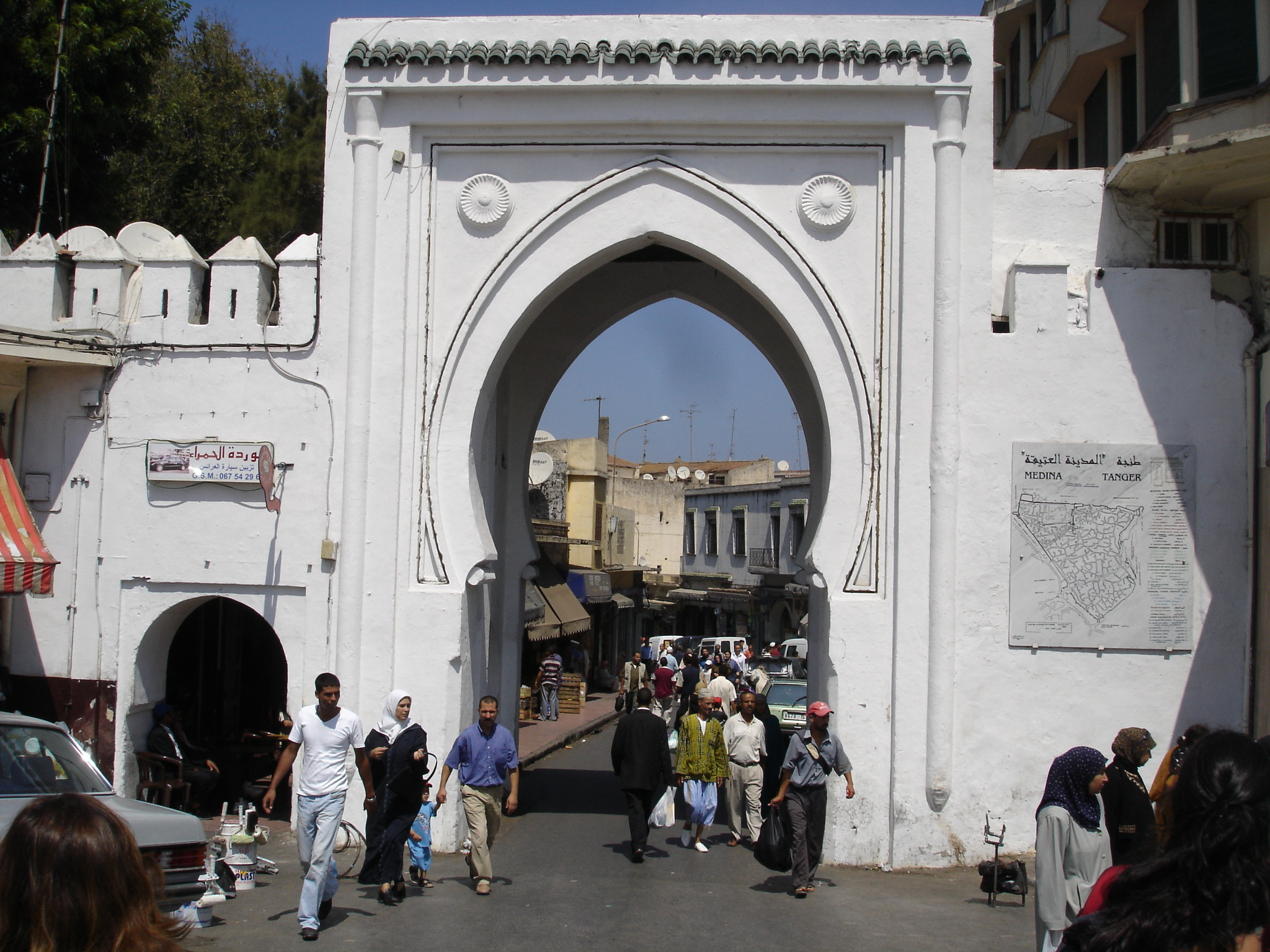
Portão de entrada da almedina de Tânger, no Marrocos.

Almedina ou Medina (em árabe: المدينة العتيقة‎, a cidade antiga) é a parte  histórica de diversas cidades do Magrebe (noroeste da África). Costuma ser murada e conter um labirinto de ruas estreitas. Este tipo de centro urbano já era construído pelos árabes no século IX. Em árabe moderno, a palavra medina significa simplesmente "cidade".
As almedinas em geral contêm fontes, palácios e mesquitas históricos, monumentos que as autoridades locais atualmente procuram preservar devido ao seu valor cultural e turístico. A almedina de Túnis, por exemplo, é considerada pela UNESCO como Patrimônio da Humanidade. Costumam ser fechadas ao tráfego de automóveis e ocupadas por um suq (mercado).

## Almedinas nos dias atuais
- Argel, Argélia: a Casbá de Argel é uma almedina que recebe o nome de sua fortaleza
- Cairuão, Tunísia
- Casablanca, Marrocos
- Xexuão, Marrocos
- Dacar, Senegal
- Essaouira, Marrocos
- Fez, Marrocos: a maior almedina do mundo
- Hammamet, Tunísia
- Mahdia, Tunísia
- Marraquexe, Marrocos
- Mdina, Malta: possui características de uma almedina, deixadas pelos antigos governantes árabes
- Meknès, Marrocos
- Orã, Argélia
- Sousse, Tunísia
- Tânger, Marrocos
- Tetuão, Marrocos
- Tozeur, Tunísia
- Trípoli, Líbia
- Túnis, Tunísia